# Poing

Poing je občina in kraj v nemški zvezni deželi Bavarska v administrativni regiji zgornja bavarska. 

## Naselja v Občini Poing
Angelbrechting, Grub